# Diospilus acourti
Diospilus acourti är en stekelart som beskrevs av Cockerell 1921. Diospilus acourti ingår i släktet Diospilus och familjen bracksteklar. Inga underarter finns listade i Catalogue of Life.